# Bulharsko na Hopmanově poháru
Bulharsko na Hopmanově poháru startovalo jednou, a to na dvacátém čtvrtém ročníku 2012, když nepostoupilo ze základní skupiny. Tým tvořili Cvetana Pironkovová a Grigor Dimitrov.

## Tenisté
Tabulka uvádí seznam bulharských tenistů, kteří reprezentovali stát na Hopmanově poháru.
| Jméno               | Celkem V/P | Dvouhra V/P | Čtyřhra V/P | Poprvé | Počet startů |
| Grigor Dimitrov     | 5–1        | 2–1         | 3–0         | 2012   | 1            |
| Cvetana Pironkovová | 3–3        | 0–3         | 3–0         | 2012   | 1            |

- V/P – výhry/prohry

## Výsledky
| Rok  | Fáze soutěže     | Místo konání         | Soupeř        | Výsledek | Stav   |
| ---- | ---------------- | -------------------- | ------------- | -------- | ------ |
| 2012 | základní skupina | Burswood Dome, Perth | Česko         | 1–2      | prohra |
| 2012 | základní skupina | Burswood Dome, Perth | Dánsko        | 2–1      | výhra  |
| 2012 | základní skupina | Burswood Dome, Perth | Spojené státy | 2–1      | výhra  |